# Jamadoba
Jamadoba è una suddivisione dell'India, classificata come census town, di 33.981 abitanti, situata nel distretto di Dhanbad, nello stato federato del Jharkhand. In base al numero di abitanti la città rientra nella classe III (da 20.000 a 49.999 persone).

## Geografia fisica
La città è situata a 23° 43' 0 N e 86° 24' 0 E e ha un'altitudine di 152 m s.l.m..

## Società

### Evoluzione demografica
Al censimento del 2001 la popolazione di Jamadoba assommava a 33.981 persone, delle quali 18.445 maschi e 15.536 femmine. I bambini di età inferiore o uguale ai sei anni assommavano a 5.164, dei quali 2.693 maschi e 2.471 femmine. Infine, coloro che erano in grado di saper almeno leggere e scrivere erano 20.920, dei quali 13.068 maschi e 7.852 femmine.